# Peter Altmaier
Peter Altmaier (Ensdorf, 18 giugno 1958) è un politico tedesco, dal 14 marzo 2018 all'8 dicembre 2021 ministro federale dell'economia e dell'energia. In precedenza è stato ministro federale dell'ambiente, della conservazione della natura e della sicurezza nucleare da maggio 2012 a dicembre 2013 e capo della Cancelleria federale e ministro federale per compiti speciali dal dicembre 2013 al marzo 2018. Altmaier è considerato uno dei consiglieri più fidati della cancelliera Angela Merkel e sostiene l'ala più centrista della CDU. È stato descritto come "l'uomo più potente di Berlino"..

## Biografia
Altmaier è nato il 18 giugno 1958 a Ensdorf, nella Saarland. È figlio di un minatore e di una infermiera.  Ha studiato giurisprudenza all'Università della Saarland.
Oltre  a essere di madrelingua tedesca, parla fluentemente inglese, olandese e francese. È noto per il suo intelletto, da cui alcuni "si sentono intimiditi". Altmaier ha iniziato la sua carriera come assistente di ricerca per diritto pubblico e internazionale presso l'Università della Saarland 1995 e successivamente presso l'Istituto Europeo dell'Università della Saarland. Il suo mandato è durato fino al 2000. Ha lavorato per la direzione generale per l'occupazione e gli affari sociali della Commissione europea dal 1990 al 1994.

## Carriera politica
Altmaier, membro della CDU dal 1976, è eletto al Bundestag nelle elezioni nazionali del 1994. Tra il 1994 e il 2002 fa parte della commissione giuridica e della commissione per gli affari dell'Unione europea, dove è relatore del suo gruppo parlamentare su questioni relative alla Carta dei diritti fondamentali dell'Unione europea.
Quando il Bundestag crea un comitato per esaminare se il cancelliere Gerhard Schröder e altri membri del partito SPD abbiano gonfiato le cifre economiche prima delle elezioni federali del 2002 per nascondere un crescente deficit di bilancio, è scelto dal suo gruppo parlamentare per guidare l'inchiesta.
Dal 2006 al 2011, Altmaier è stato presidente di Europa-Union Deutschland, la sezione tedesca dell'Unione dei federalisti europei.

### Segretario di Stato parlamentare, 2005-2009
Dopo le elezioni federali del 2005, Altmaier diventa Sottosegretario di Stato parlamentare presso il Ministero federale dell'interno sotto Wolfgang Schäuble. In tale veste, riconosce pubblicamente nel 2009 che la Germania ha dato seguito a una richiesta del governo dell'Arabia Saudita di concedere all'influente ecclesiastico Abdullah Ibn Jibreen la protezione della polizia in un ospedale di Berlino dove era sottoposto a trattamento cardiaco; la decisione ha suscitato aspre critiche da parte dei partiti di opposizione, con il Partito dei Verdi che ha chiesto perché la Germania abbia ospitato qualcuno che "ha chiesto l'uccisione di sciiti e ha elogiato Osama bin Laden".
Nel 2009 Altmaier è citato dai media internazionali come potenziale candidato per la carica di Commissario europeo.

### Capo gruppo CDU / CSU, 2009-2012
Succede a Norbert Röttgen come segretario parlamentare del gruppo parlamentare CDU / CSU nel Bundestag dopo le elezioni del 2009 ed è incaricato di negoziare il passaggio della legislatura sulla crisi dell'Eurozona attraverso il parlamento. Ha il compito di capo negoziatore del governo con l'opposizione socialdemocratici e verdi.
Nel 2012, Altmaier ricopre anche il ruolo di presidente del Panel di supervisione parlamentare (PKGr), che fornisce una supervisione parlamentare dei servizi di intelligence tedeschi BND, BfV e MAD

### Ritorno al governo federale, 2012-2013
Il 22 maggio 2012 Altmaier sostituisce Norbert Röttgen come ministro federale dell'ambiente, della conservazione della natura e della sicurezza nucleare nel secondo governo della Merkel. In questo ruolo coordina gli sforzi del governo per uscire dalla produzione di energia nucleare entro il 2022 e contare su più fonti rinnovabili come l'energia eolica e solare ("Energiewende"). Chiede alle aziende di raccogliere metalli, comprese le terre rare, dall'elettronica riciclata, poiché la Germania ha cercato di diventare meno dipendente dalle importazioni dalla Cina e da altre nazioni.
Nel 2012 Altmaier guida la delegazione tedesca alla Conferenza delle Nazioni Unite sui cambiamenti climatici del 2012 a Doha e nel 2013, insieme al ministro dell'economia Philipp Rösler, raggiunge un accordo sui regolamenti di vasta portata per l'industria della fratturazione, una nuova tecnica di estrazione con forte impatto ambientale.

### Ministro federale, 2013-2021
Nei negoziati per formare un governo dopo le elezioni federali del 2013, Altmaier guida la delegazione CDU / CSU nel gruppo di lavoro sull'energia; il suo co-presidente della SPD era Hannelore Kraft, Ministro-Presidente della Renania Settentrionale-Vestfalia. Nel terzo gabinetto di Angela Merkel è capo della Cancelleria federale e ministro federale degli affari speciali. In questa veste, è anche responsabile del coordinamento dei servizi di intelligence della Germania.
Nel luglio 2015 invita l'ambasciatore degli Stati Uniti in Germania, John B. Emerson, a spiegare documenti pubblicizzati da WikiLeaks che mostravano quelli che sembravano riassunti di conversazioni registrate che coinvolgevano la cancelliera Merkel o alti funzionari. Poco dopo WikiLeaks rilascia documenti aggiuntivi tra cui il numero di telefono di Altmaier, aggiungendo a un numero crescente di accuse che le agenzie di intelligence degli Stati Uniti hanno condotto un'estesa sorveglianza sul governo tedesco.
Nell'ottobre 2015 la Merkel incarica Altmaier di coordinare la risposta della Germania alla crisi dei rifugiati. Dall'inizio del 2017, è membro del comitato del gabinetto del governo tedesco sulla Brexit in cui i ministri discuteranno questioni organizzative e strutturali relative all'uscita del Regno Unito dall'Unione europea.
Dopo le elezioni del 2017, Altmaier diventa provvisoriamente ministro delle finanze quando Wolfgang Schäuble lascia l'incarico per diventare presidente del Bundestag